# Streličarstvo na OI 2012.
Streličarstvo na OI 2012. u Londonu održavalo se od 27. srpnja do 3. kolovoza na Lordovom terenu za kriket u Londonu.

## Osvajači medalja
| Kategorija           | Zlato                                                  | Srebro                                      | Bronca                                            |
| Muškarci pojedinačno | Južna Koreja Oh Jin-Hyek                               | Japan Takaharu Furukawa                     | Kina Dai Xiaoxiang                                |
| Žene pojedinačno     | Južna Koreja Ki Bo-Bae                                 | Meksiko Aída Román                          | Meksiko Mariana Avitia                            |
| Muškarci ekipno      | Italija Michele Frangilli Marco Galiazzo Mauro Nespoli | SAD Brady Ellison Jake Kaminski Jacob Wukie | Južna Koreja Im Dong-Hyun Kim Bub-Min Oh Jin-Hyek |
| Žene ekipno          | Južna Koreja Lee Sung-Jin Ki Bo-Bae Choi Hyeonju       | Kina Fang Yuting Cheng Ming Xu Jing         | Japan Kaori Kawanaka Ren Hayakawa Miki Kanie      |

## Vanjske poveznice
- Streličarstvo na Olimpijskim igrama u Londonu 2012.